# Liste der Bodendenkmale in Thale
In der Liste der Bodendenkmale in Thale sind alle Bodendenkmale der Stadt Thale und ihrer Ortsteile aufgelistet. Grundlage ist die Veröffentlichung der Landesdenkmalliste mit Stand vom 25. Februar 2016.  Die Baudenkmale sind in der Liste der Kulturdenkmale in Thale aufgeführt.
| Denkmal-ID | Fundart             | Ortsteil     | Bezeichnung                                                                                               | Zeitstellung                 | Lage                                                                 | Bemerkungen | Bild |
| ---------- | ------------------- | ------------ | --- | ---------------------------- | -------------------------------------------------------------------- | --- | ---- |
| 428301070  | Befestigung > Wall  | Allrode      | Viereckschanze „Schwedenschanze“                                                                          | Mittelalter                  | Höhenlage, Selkenordhang, südöstlich ()                              | Wall-Graben-Anlage mit Bastion und „Viereckschanze“. Erste Erwähnung 961, neu angelegt im Dreißigjährigen Krieg. |      |
| 428311137  | Befestigung         | Neinstedt    | Wartturm ‚Altholzwarte‘                                                                                   | undatiert                    | 3 km südsüdwestlich von QLB ()                                       | nur noch geringe Reste der Warte erhalten |      |
| 428311070  | Grabmal > Grabhügel | Neinstedt    | Grabhügel „Schwedenlinde“                                                                                 | undatiert                    | ()                                                                   | Areal dicht bebaut – auf dem verschlossenen Privatgrundstück gibt es eine leichte Anhöhe mit 2 Linden bestanden, aus der Ferne ist eine Beurteilung, ob es sich dabei um den Grabhügel handelt, jedoch nicht möglich.          |      |
| ?          | Grabmal > Grabhügel | Neinstedt    | Grabhügel Nähe Reineckenbach                                                                              | undatiert                    | 2 km südsüdwestlich Richtung Thale (Lage)                            | kleine bewaldet Fläche am Ackerrand |      |
| 428311086  | Befestigung > Burg  | Stecklenberg | Spornburg „Kleine und Große Lauenburg“                                                                    | Mittelalter                  | 0,5 km südwestlich vom Ort auf dem ‚Burgberg‘ (Lage)                 | kleine Lauenburg als Aussichtsturm touristisch erschlossen; die östlich in direkter Nachbarschaft befindliche große Lauenburg wurde zw. 2013/15 saniert; bei beiden Burganlagen sind deutliche Wall-Graben-Strukturen erhalten |      |
| 428311087  | Befestigung > Burg  | Stecklenberg | Spornburg „Stecklenburg“                                                                                  | Mittelalter                  | südlich auf Bergsporn über dem Ort, nordöstlich der Lauenburg (Lage) | Ruinenteile erhalten |      |
| 428311089  | Befestigung         | Thale        | Spornburg „Hexentanzplatz“                                                                                | Vorrömische Eisenzeit        | 0,6 km südlich vom Ort (Lage)                                        | Auf dem äußeren Sporn des Hexentanzplatzes gibt es eine Hauptburg (lt. Tafel), welche durch den Sachsenwall geschützt wurde. Auch gehört die Homburg mit in die Anlage.                                                        |      |
| 428311088  | Befestigung > Burg  | Thale        | Spornburg „Langer Hans“                                                                                   | undatiert                    | 1,6 km südwestlich vom Ort (Lage)                                    | |      |
| ?          | Grabmal > Grabhügel | Thale        | Grabhügel                                                                                                 | undatiert                    | 1 km südöstlich vom Ort (Lage)                                       | |      |
| 428311090  | Befestigung         | Thale        | Spornburg „Roßtrappe“, „Winzenburg“                                                                       | Neolithikum                  | 1,0 km südwestlich vom Ort (Lage)                                    | mehrere Wälle trennen den Sporn ab, offensichtlich wurde die gesamte Bergkuppe im Mittelalter zur Burganlage ausgebaut |      |
| 428301071  | Befestigung > Burg  | Treseburg    | Burgruine                                                                                                 | Mittelalter                  | Spornlage über der Bode, dicht nördlich (Lage)                       | Der Bergsporn hat zwei erhöhte Bereiche – auf dem nördlichen befindet sich ein Kriegerdenkmal, auf dem südlichen langgezogenen Bergsporn sind Bebauungsreste (Fundamentreste) erkennbar.                                       |      |
| 428311092  | Grabmal > Grabhügel | Warnstedt    | Hügelgrab „Talsberg“                                                                                      | Neolithikum                  | 1,2 km nordöstlich vom Ort (Lage)                                    | kleiner Hügel am Waldrand, Durchmesser von etwa 12 m, ragt etwa 1,2 m aus dem Umfeld heraus, 51.782447 N, 11.077994 O |      |
| 428311093  | Befestigung         | Weddersleben | Kultstätte „Königstein, Teufelsmauer“                                                                     | Paläolithikum                | 0,6 km südlich vom Ort (Lage)                                        | Felsformation gehört zum Gebilde der Teufelsmauer |      |
| 428301080  | Befestigung > Burg  | Wendefurth   | Burgruine „Schönburg“                                                                                     | undatiert                    | Spornlage über der Bode, südlich (Lage)                              | Am Rande des Bergsporns Schutzhütte mit Blick über das Tal. |      |
| 428311094  | Befestigung         | Westerhausen | Kultstätte „Königstein“                                                                                   | undatiert                    | 0,2 km nördlich vom Ort (Lage)                                       | Sogenannter Kamelstein der Teufelsmauer. Wird auch als Naturdenkmal geführt (FFH-Gebiet Sand-Silberscharte). |      |
| 428311099  | Grabmal > Grabhügel | Westerhausen | zwei Hügelgräber „niedere Helmstein“                                                                      | Neolithikum                  | 1,5 km nordöstlich vom Ort (Lage)                                    | Durch militärische Nutzung stark beeinträchtigt, jedoch auch viele neuere und auch eingestürzte Tierbauten kennzeichnen das Areal. Die Hügel befinden sich auf einem Höhenzug.                                                 |      |
| 428311098  | Grabmal > Grabhügel | Westerhausen | Hügelgräber „Ortberg“, zwei Grabhügel                                                                     | Neolithikum                  | 2,2 km nördlich vom Ort (Lage)                                       | Seit 2021 mit einem Hinweisschild und QR-Code versehen, der kleinere Hügel wird auch als Naturdenkmal (FFH-Gebiet) ausgewiesen und prägt sich nur noch etwa 1,5 m in der Höhe heraus.                                          |      |
| 428311097  | Grabmal > Grabhügel | Westerhausen | Grabhügel „Rennbahn“                                                                                      | Neolithikum                  | 1,2 km südöstlich vom Ort (Lage)                                     | Die als möglicher Grabhügel erkannte Erhebung erwies sich als Militärbunker (eingestürzt), etwa 40 m östlich davon gibt es eine flache grabhügelartige Erhebung <1 m Höhe mit einem Durchmesser von ca. 10 m.                  |      |
| 428311095  | Grabmal > Grabhügel | Westerhausen | Hügelgräbergruppe „Haurichs Holz“, sieben Grabhügel                                                       | Bronzezeit                   | 2,0 km südwestlich vom Ort (Lage)                                    | Das Areal befindet sich am Rande einer Kiesgrube, angeschnittene Hügel im Laubwalddickicht |      |
| 428311096  | Grabmal > Grabhügel | Westerhausen | Grabhügel „Honigberg“                                                                                     | Neolithikum                  | 1,0 km südöstlich vom Ort (Lage)                                     | Hügelgrab, um 1920 ausgegraben, Funde im Schloßmuseum Quedlinburg eingelagert, starke Einkerbung als Folge der Ausgrabung zu erkennen, Menhir „Honigkopfstein“ wurde an diesem Fundort errichtet                               |      |
| 428311081  | Grabmal > Grabhügel | Westerhausen | Grabhügel „Schieferberg“ (Warnstedter Eichen), auch in der Liste der Bodendenkmale in Quedlinburg geführt |                              | 1,0 km nördlich vom Ort in den Warnstedter Eichen (Lage)             | mehrere flache Grabhügel in etwa 100 m Umkreis, Die Gräber wurden um 1900, möglicherweise auch schon beim Anpflanzen der Eichen entdeckt und beschrieben. Eins oder zwei wurden auch angeschnitten.                            |      |
| 231864     | Grabmal > Grabhügel | Westerhausen | Steinkistengrab                                                                                           | geschätztes Alter 5000 Jahre | 0,5 km nordwestlich vom Ort (Lage)                                   | Das Areal wurde 2003 beim Bau der A36 entdeckt und untersucht, Fundstücke wurden in das Landesmuseum Halle ausgelagert. 2022 wurde ein Hinweisschild mit QR-Code in ca. 200 m Entfernung eingerichtet                          |      |